# Wormhole X-Treme, le film
Wormhole X-Treme, le film (titre original : 200) est le sixième épisode de la saison 10 de Stargate SG-1 et le 200e au total de la série télévisée. Contrairement à la nature plus grave de l'histoire développée durant la saison autour des Oris, cet épisode est une parodie mélangeant à la fois Stargate et plusieurs autres œuvres de science-fiction populaires tel que Le Magicien d'Oz. Il marque aussi le retour du personnage de Jack O'Neill (Richard Dean Anderson), membre d'origine de SG-1, qui était absent depuis le début de la saison 9.
En 2007, Wormhole X-Treme, le film a été récompensé aux Constellation Awards et nommé pour le prix Hugo (catégorie série ou court-métrage).
Aux États-Unis, l'épisode a été vu par près de 2,54 millions de téléspectateurs lors de sa première diffusion, soit une part de marché en hausse par rapport à la saison précédente de la série,. Malgré la bonne performance de l'épisode, la chaîne Sci-Fi a annoncé peu de temps après qu'elle ne renouvellerait pas la série pour une onzième saison.

## Résumé
Martin Lloyd (Willie Garson), un extraterrestre devenu scénariste à Hollywood, demande l'aide de l'équipe d'exploration SG-1 pour son script d'adaptation d'une série traitant du programme porte des étoiles en film : Wormhole X-Treme. L'équipe est plutôt sceptique sur l'aide à apporter, mais le général Landry leur explique que le Pentagone pense que cela ferait une bonne couverture en cas de fuite du programme militaire secret : une désinformation de la population qui ainsi ne prendrait pas au sérieux des vraies informations classifiées et rendues publiques par mégarde.
Les différents membres de SG-1 vont tour à tour faire leurs propositions d'histoires : pour Mitchell, une invasion de zombies, pour Carter, le personnage principal doit devenir invisible, une parodie du Magicien d'Oz et de Farscape pour Vala, une version détective privé pour Teal'c.

## Distribution

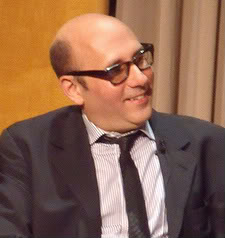
L'acteur Willie Garson qui joue Martin Lloyd, personnage clé de l'épisode.

- Ben Browder (VF : Maurice Decoster[4]) : Lieutenant Colonel Cameron Mitchell
- Amanda Tapping (VF : Hélène Chanson[4]) : Lieutenant Colonel Samantha Carter
- Christopher Judge (VF : Thierry Mercier[4]) : Teal'c
- Claudia Black (VF : Laurence Charpentier[4]) : Vala Mal Doran
- Beau Bridges (VF : José Luccioni[4]) : Major Général Henry Landry / Le Magicien d'Oz
- Michael Shanks (VF : William Coryn[4]) : Docteur Daniel Jackson / Lion poltron / John Crichton
- Willie Garson : Martin Lloyd
- Don S. Davis : Lieutenant Général George Hammond (voix)
- Peter DeLuise : Acteur remplaçant de Wormhole X-Treme
- Gary Jones : Walter Harriman
- Jill Teed : Yolanda Reese / Stacy Monroe
- Christian Bocher : Raymond Gunne / Dr. Levant
- Herbert Duncanson : Douglas Anders / Grell
- Anwar Hasan : Teal'c (jeune)
- Cory Monteith : Cameron Mitchell (jeune)
- Barbara Kottmeier : Vala Mal Doran (jeune)
- Jason Edward Coleman : Daniel Jackson (jeune)
- Julie Johnson : Samantha Carter (jeune)
- Martin Wood : Réalisateur de Wormhole X-Treme Director
- Dan Shea : Sergent Siler

 Sauf indication contraire, les informations mentionnées dans cette section peuvent être confirmées par la base de données cinématographiques IMDb,  présente dans la section « Liens externes ».

## Production
Robert C. Cooper, producteur exécutif, devait initialement être le scénariste pour le 200e épisode. Cependant, il est vite devenu évident que la décision de celui qui aurait le privilège d'écrire le 200e épisode serait problématique. Il a donc été décidé de le réaliser sous forme de sketchs à la manière du Saturday Night Live, chaque scénariste écrivant son passage.
C'est finalement autour de l'intrigue de Wormhole X-Treme (épisode 12 de la saison 5) et du personnage de Martin que le scénario a pris forme . À la fin du processus d'écriture de l'épisode était devenu "un hommage aux acteurs, à l'équipe de tournage et aux fans" .
Au départ, les producteurs Stargate n'étaient pas sûrs que l'acteur Richard Dean Anderson serait de retour pour l'épisode. Ils ont donc imaginé de nombreuses scènes où Anderson était "dans" l'épisode mais sans être à l'écran. L'acteur accepta de revenir et est apparu dans plusieurs scènes. Dans le DVD spécial, Stargate SG-1: Behind the 200th, Cooper dit "c'était un challenge pour nous de l'avoir de retour pour le 200e épisode. Évidemment, nous ne pensons pas que nous aurions pu le faire sans lui".
Malgré un contenu très différent, Wormhole X-Treme, le film n'a pas pris plus de temps à tourner qu'un épisode normal en raison du fait que la plupart des scènes se déroulent dans les décors de la salle de briefing du SGC. Cependant, il a été plus couteux qu'un épisode classique à cause de séquences inhabituelles pour la série. Par exemple, les marionnettes utilisées dans la parodie de SG-1 en elle-même, ont été créés par les frères Chiodo, qui ont également confectionné les marionnettes de Team America, police du monde. Chaque marionnette coûtant environ 25 000 dollars. De plus, les fils de traction de chaque marionnette ont dû être de nouveau ajoutés par images de synthèse en post-production, car ils ne se voyaient pas assez bien.
Plusieurs plateaux existants ont été utilisés comme décors, par exemple, le pont de l'Odyssée a été utilisé pour une parodie de Star Trek et des lieux de la série dérivée Stargate Atlantis ont été utilisés pour les décors de la chambre du Magicien d'Oz. Les producteurs ont même pensé recréer une partie du film Le shérif est en prison en brisant le quatrième mur, mais ils n'avaient pas les moyens de s’offrir les chevaux. Par manque de temps également, un passage sur L'Île aux naufragés a du être retiré dû script avant le tournage.
Il a été fait en sorte que l'épisode soit médiatisé avant sa sortie afin de créer une attente : de nombreuses allusions ont été faites sur le fait que le personnage de Jack O'Neill reviendrait. Joe Mallozzi, producteur exécutif de la série, a également laissé entendre que les fans de la série allait enfin découvrir les Furlings, une espèce énigmatique introduite dans l'épisode de la saison 2, La cinquième race, mais jamais apparus à l'écran,.